# Borre kommun
Borre kommun (norska: Borre kommune) var en kommun i Vestfold fylke i sydöstra Norge. Orten Borre utgjorde kommunens ursprungliga centralort, därefter blev det staden Horten istället.

## Administrativ historik
Borre kommun upprättades den 1 januari 1838 (som Borre formannskapsdistrikt) när Formannskapslovene från 1837 trädde i kraft. Kommunen omfattade då större delen av nuvarande Hortens kommun. 
Den 1 januari 1858  bröts stadskommunen Horten ut ur kommunen som då minskade från 7 590 invånare före delningen till 2 954 invånare efter.
Mellan 1921 och 1986 genomfördes ett antal gränsregleringar där olika områden successivt fördes över från Borre kommun till den angränsande stadskommunen Horten:
- 1 augusti 1921: bebott område (287 invånare)
- 1 juli 1951: bebott område (308 invånare)
- 1 januari 1986: bebott område (gnr. 30 bnr. 284-293 på Skavli Øst med 22 invånare)

Den 1 januari 1965 gick Åsgårdstrands kommun och en del av Sems kommun (Stang) upp i Borre kommun. Kommunen ökade då från 6 037 invånare före sammanslagningen till 6 651 invånare efter.
Den 1 januari 1988 gick Hortens kommun upp i Borre kommun. Kommunen ökade då från 12 994 invånare före sammanslagningen till 22 092 invånare efter. Kommunkoden ändrades samtidigt från 0717 till 0701.
2002 bytte Borre kommun namn till Hortens kommun.

## Bilder

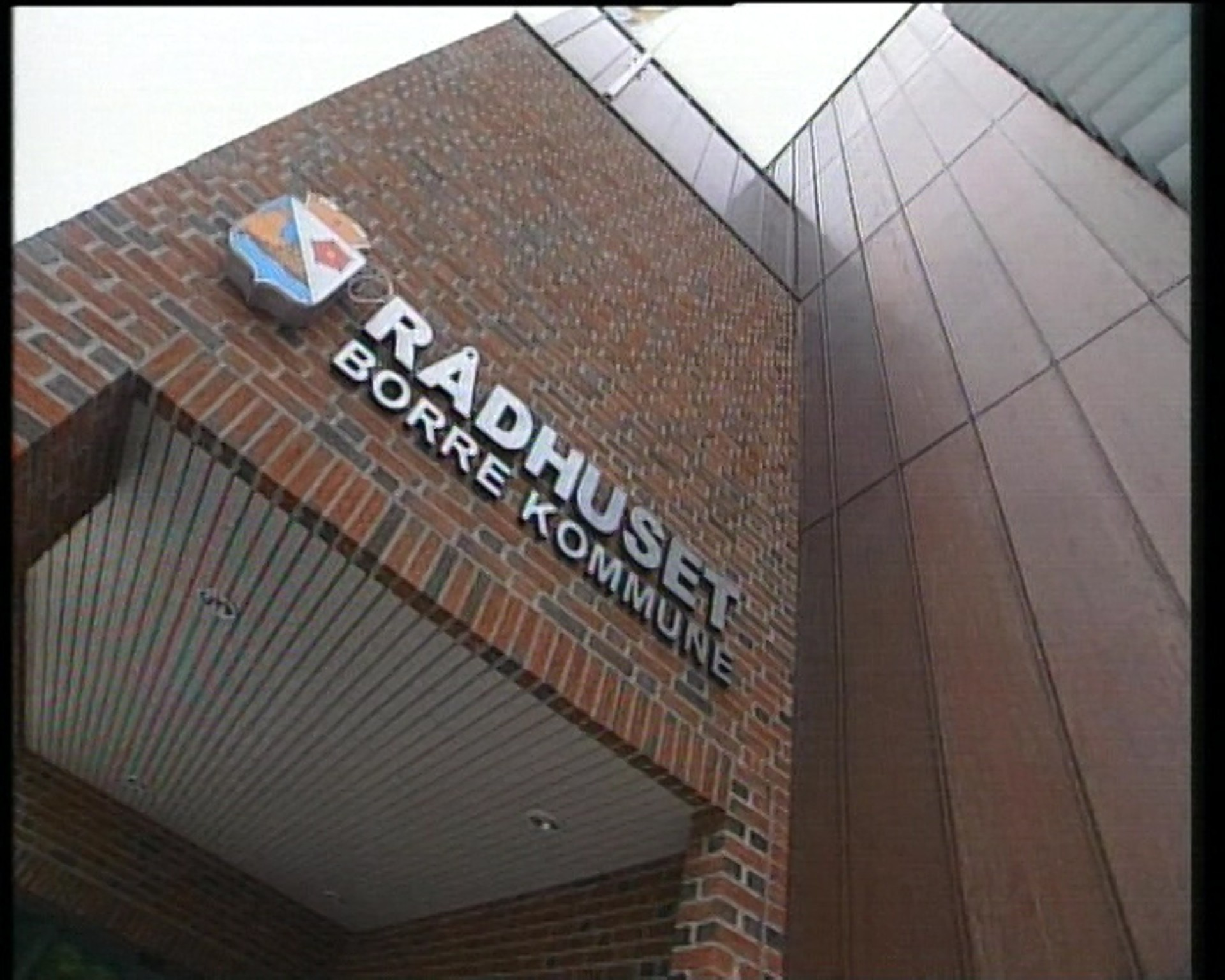
Borre rådhus i Horten från år 2000, sedan 2002 Hortens rådhus.
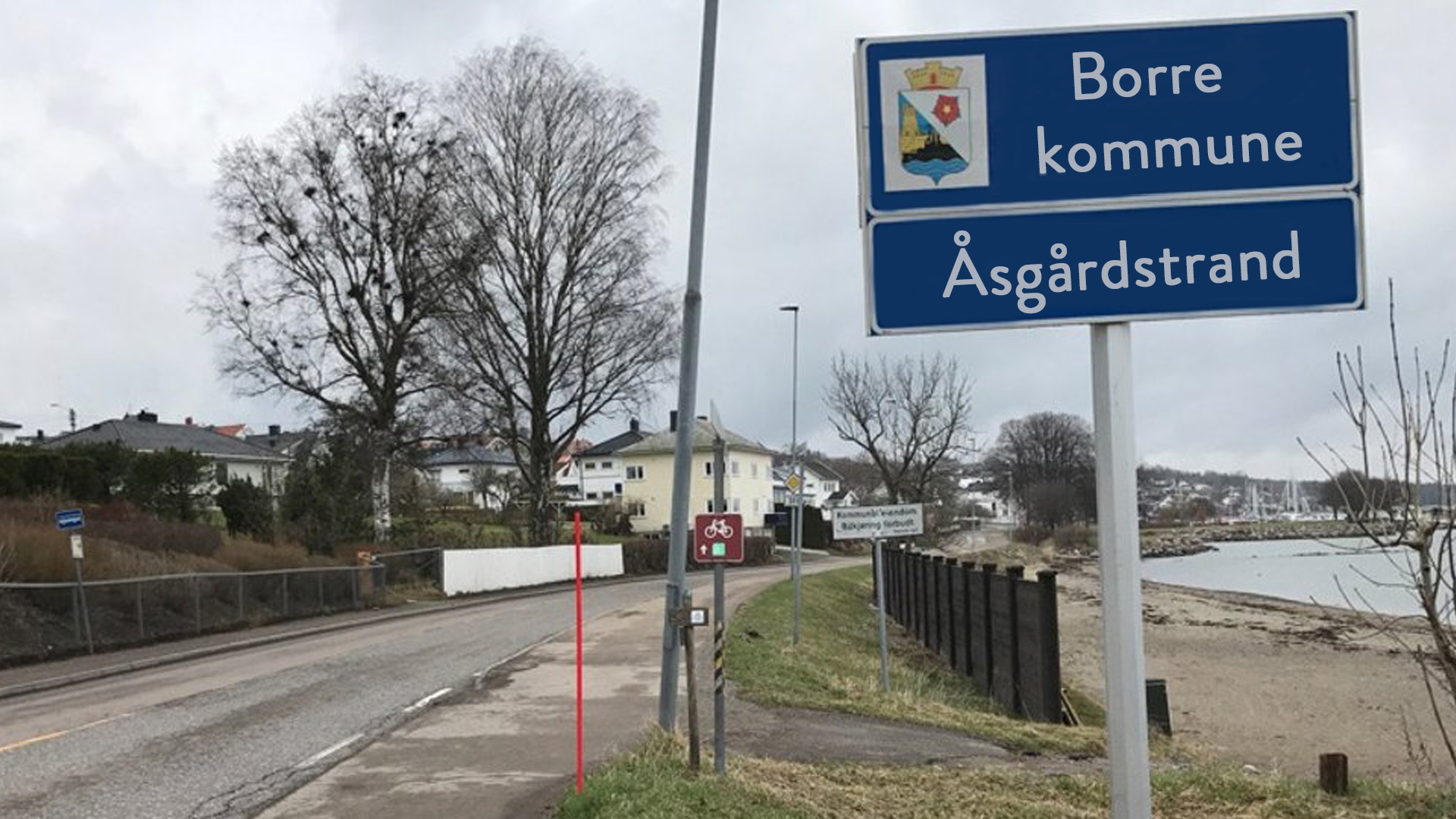
Skylt vid gränsen till dåvarande Borre kommun i Åsgårdstrand.